# Военная токсикология и радиология
Военная токсикология и радиология — область военной медицины, изучающая физические, химические свойства ядов (вредных и отравляющих веществ) и различных видов излучений, механизмы их действия на организм человека и разрабатывающая методы диагностики, лечения и профилактики отравлений и облучений.

## Основные задачи
1. Измерение токсичности. Установление причинно-следственных связей между действием химического вещества на организм и развитием того или иного заболевания. Эти задачи решаются в ходе экспериментальных исследований на животных, изучении случаев острых и хронических отравлений человека, эпидемиологических исследований среди
2. , подвергшейся действию токсиканта. Раздел токсикологии совершенствующий методологию оценки токсичности называется «токсикометрия».
3. Изучение проявлений интоксикаций, механизмов, лежащих в основе токсического действия, закономерностей формирования патологических состояний. Эта задача решается с помощью методических приемов, разрабатывающихся и совершенствуемых в рамках раздела токсикологии «токсикодинамика».
4. Выяснение механизмов проникновения токсикантов в организм, закономерностей их распределения, метаболизма и выведения. Эти исследования проводятся в рамках раздела токсикологии «токсикокинетика».
5. Установление факторов, влияющих на токсичность вещества (особенности биологического объекта, особенности свойств токсиканта, особенности их взаимодействия, условия окружающей среды).

Прикладная задача, решаемая военной токсикологией и радиологией это совершенствование средств и методов профилактики и лечения интоксикаций и облучения, а также их других неблагоприятных эффектов.

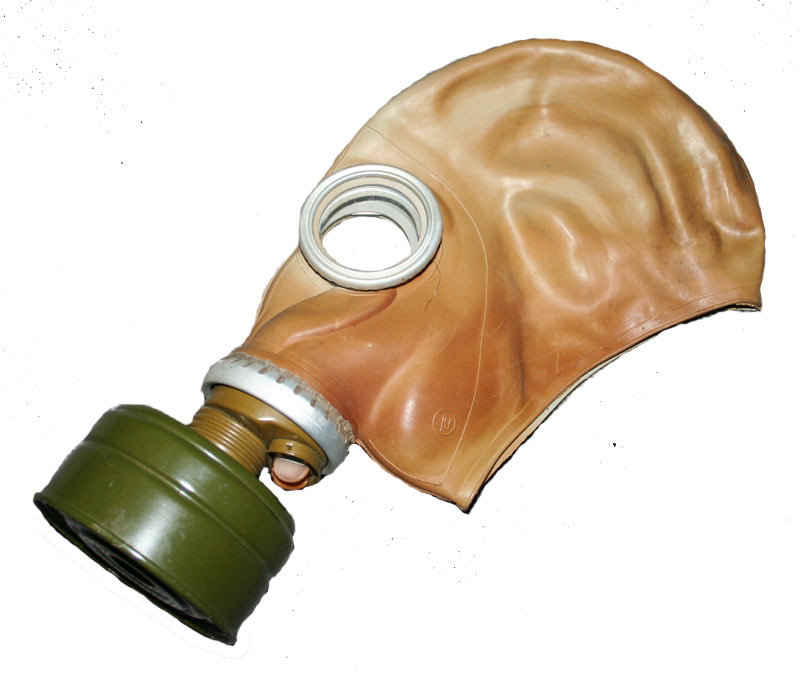
Противогаз ГП-5, стоявший на вооружении в ГДР

Решение задачи означает: определение условий безопасного взаимодействия с веществом и источником излучения (разработка нормативных документов), создание эффективных средств защиты (как технических, так и медицинских — антидоты, радиопротекторы), разработка информативных методов оценки функционального состояния организма подвергшегося действию токсиканта или излучения.